# 1981: Indagine a New York
1981: Indagine a New York (A Most Violent Year) è un film del 2014 diretto da J. C. Chandor.
Il film, con protagonisti Jessica Chastain e Oscar Isaac, narra le turbolente vicende cui va incontro un'impresa del campo petrolifero nel giro di poco più di un mese dell'anno 1981, ricordato come uno dei più violenti per la città di New York.

## Trama
Nell'inverno del 1981, Abel Morales, un immigrato a capo di un'emergente impresa che distribuisce carburante per riscaldamento, stipula un importante contratto per l'acquisizione di una grande area attrezzata nel porto di New York.
Per questa impresa si tratta di uno sforzo economico rilevante ritenuto però fondamentale per effettuare l'agognato salto di qualità. A frenare la crescita dell'attività ci sono continui furti di carburante, oltretutto perpetrati a spese di trasportatori spesso brutalmente picchiati come nel caso del giovane Julian.
Abel Morales è da anni oggetto di indagini fiscali che in qualche modo considera un prezzo da pagare per il suo successo ma che non lo preoccupano più di tanto avendo agito sempre in maniera onesta. Anche la sua risposta alla violenza crescente non è quella di armare i suoi dipendenti come tutti gli suggeriscono, preferendo sempre scelte che vadano nel senso della legalità.
Abel insiste anche che Julian, rimessosi dall'aggressione subita, ritorni al suo lavoro senza paura. Ma il ragazzo, che in effetti viene di nuovo assalito, ha provveduto da sé ad armarsi e dà vita ad una furibonda sparatoria dandosi poi alla fuga all'arrivo della polizia.
Morales, che intanto ha ricevuto anche minacce nella sua nuova casa, gestisce come meglio può questa crisi ma finisce per perdere l'appoggio della banca che doveva sostenerlo per l'importante acquisizione che prevedeva il saldo dell'importo a trenta giorni dalla consegna della caparra. Ora l'uomo ha pochi giorni per raccogliere il milione e mezzo di dollari necessario per poter chiudere l'affare. Con grande abilità e caricandosi di impegni futuri, riesce a raccogliere il denaro dopo averne chiesto in parte anche ai suoi concorrenti, tra i quali c'è sicuramente anche il responsabile dei furti a suo danno. La cifra più onerosa la chiede alla mafia cui però poi rinuncia attingendo ai fondi neri dell'azienda che la moglie gli svela di aver messo da parte, a sua insaputa, praticamente sin dai loro inizi. Abel è sconvolto nell'apprendere che la moglie, di cui si fidava, gli ha sempre mentito, ma l'ambizione che lo ha sempre spinto lo convince ad accettare anche questo e così porta a termine l'affare della vita.
Il giovane Julian, ricercato e disperato, si suicida di fronte ai suoi occhi, mentre l'investigatore che lo ha seguito a lungo, ad acquisizione ultimata, riconosce a Morales il raggiungimento di una statura tale che ora, si sottintende, determinerà nei suoi confronti un atteggiamento diverso.

## Produzione
Le riprese del film, il cui budget è stato di circa 19 milioni di dollari, si sono svolte a New York. Sono iniziate il 27 gennaio e sono terminate il 30 marzo 2014.

### Cast
Per il ruolo principale maschile fu inizialmente scelto Javier Bardem, il quale ha poi abbandonato il cast per dei disaccordi col regista. Il ruolo viene poi dato a Oscar Isaac. La protagonista femminile doveva essere interpretata da Charlize Theron, che declinò il progetto e fu rimpiazzata da Jessica Chastain. Il personaggio interpretato da Albert Brooks è stato scritto originariamente per Stanley Tucci, che però non è entrato nel cast.

## Distribuzione
Il primo trailer del film viene diffuso il 18 settembre 2014. La pellicola è stata distribuita nelle sale cinematografiche statunitensi a partire dal 31 dicembre 2014. In Italia arriva a partire dal 4 febbraio 2016.

### Divieto
Il film è stato vietato ai minori di 17 anni non accompagnati negli Stati Uniti d'America per la presenza di "violenza e linguaggio scurrile".

### Incassi
A fronte di un budget di 19 milioni di dollari, il film ha incassato poco più di 12 milioni di dollari, di cui quasi 6 in patria.

## Riconoscimenti
- 2014 – Critics' Choice Awards
  - Critics' Choice MVP Award a Jessica Chastain
  - Candidatura per la miglior attrice non protagonista a Jessica Chastain
- 2014 – Gotham Awards
  - Candidatura per il Miglior attore a Oscar Isaac
- 2014 – National Board of Review of Motion Pictures
  - Miglior film
  - Miglior attore a Oscar Isaac
  - Miglior attrice non protagonista a Jessica Chastain
- 2014 – St. Louis Film Critics Association Awards
  - Candidatura per la miglior attrice non protagonista a Jessica Chastain
- 2015 – Golden Globe
  - Candidatura per la migliore attrice non protagonista a Jessica Chastain
- 2015 – Independent Spirit Awards
  - Candidatura per la miglior sceneggiatura a J. C. Chandor
  - Candidatura per la miglior attrice non protagonista a Jessica Chastain
  - Candidatura per il miglior montaggio a Ron Patane
- 2015 – Saturn Awards[4]
  - Candidatura per il miglior film indipendente